# Plano frontal
En anatomía humana, los planos frontales o planos coronales son cualquier plano vertical que divide el cuerpo en posición anatómica en secciones ventral y dorsal (barriga y espalda). Forman ángulo recto con los planos sagitales. En un ser humano, el plano medio coronal divide el cuerpo en posición de pie en dos mitades (frontal y dorsal, o anterior y posterior) mediante una línea imaginaria que corta ambos hombros.
Son un tipo de planos del cuerpo usados para describir la localización de sus partes en relación unas con otras.
Pertenecen al conjunto de los planos longitudinales, ya que son perpendiculares a los planos horizontales.

## Etimología
El término se deriva del latino corona, a su vez del griego antiguo κορώνη (korōnē), 'guirnalda', 'corona'. Se llama así porque el plano es paralelo a la sutura del hueso frontal con el hueso parietal, llamada sutura coronal.